# Abtei Montier-en-Der

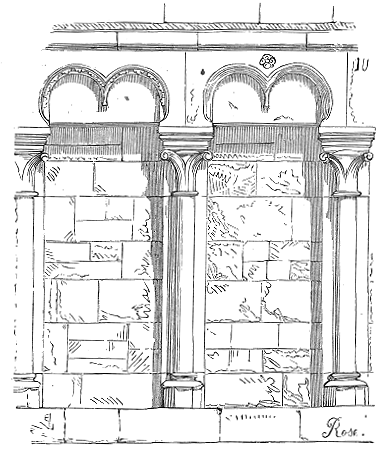
Blendarkade der Abteikirche Montièr-en-Der, Viollet-le-Duc, 1856.

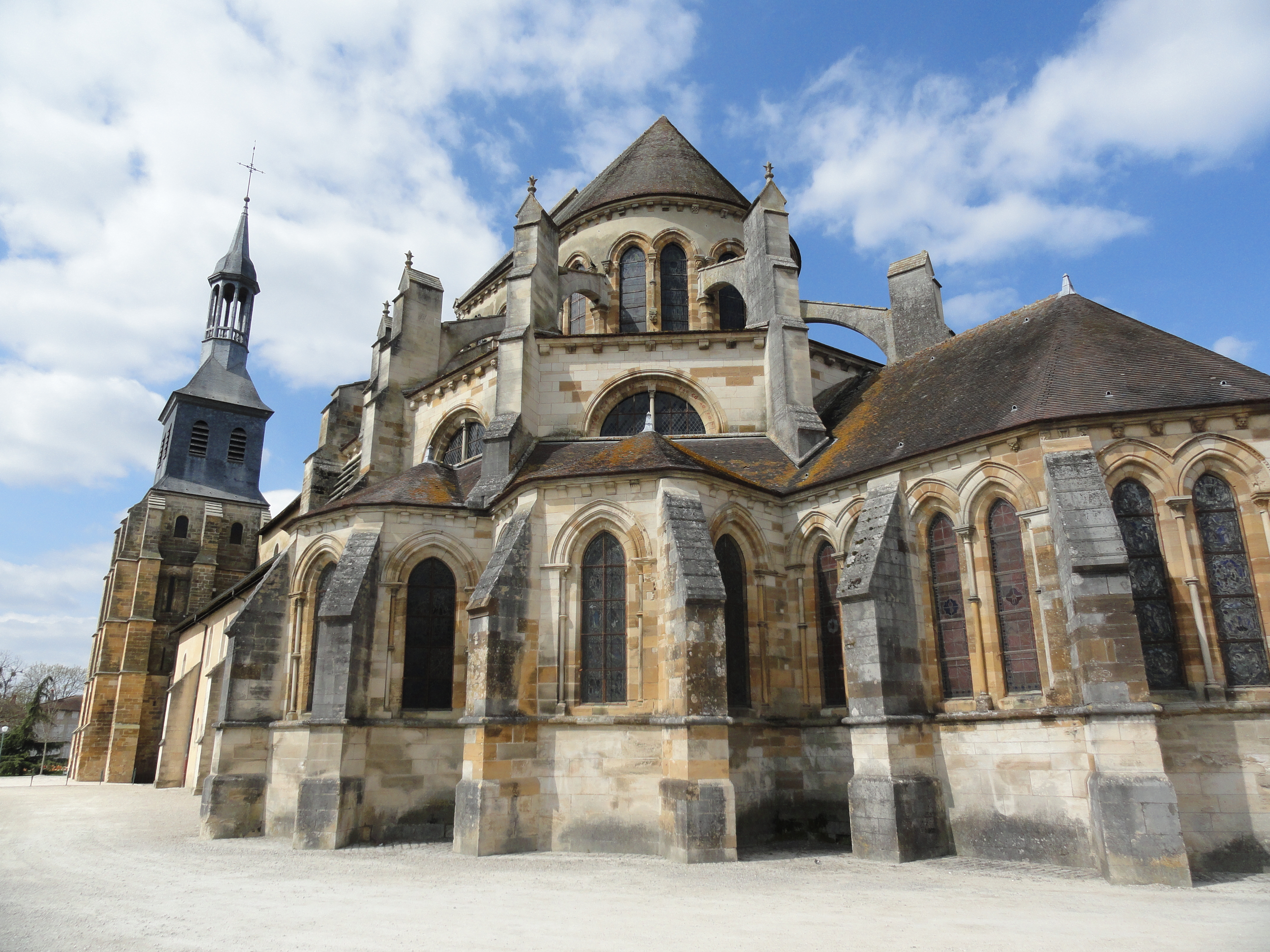
Abteikirche Saint-Pierre-et-Saint-Paul

Die Abtei Montier-en-Der in Montier-en-Der (Département Haute-Marne, Frankreich) war zunächst eine Benediktiner-, später eine Cluniazensische Abtei, die während der Französischen Revolution aufgelöst wurde. Seit 1806 wurden Gebäude und Einrichtungen als französische Staatsdomäne und Landgestüt genutzt.

## Abtei
Die Abtei wurde im Jahr 670, in einem Eichenwald am Ufer des Flusses Voire von Bercharius, Abt im Benediktinerkloster Hautvillers gegründet. Nordöstlich von Troyes, in der Champagne gelegen, war Montier-en-Der eines der ältesten Klöster Frankreichs. Es war den Heiligen  Peter und Paul geweiht. Später wurde Bercharius heiliggesprochen. Nach dem Tode des Bercharius und der Übertragung seiner Gebeine in die Neugründung wurde diese zusätzlich unter sein Patrozintum gestellt. Die Anlage befindet sich im Grenzgebiet der Champagne nördlich des Burgund und westlich von Oberlothringen. Aufgrund des Fundes eines Diptychons, wird vermutet, dass die Abtei auf dem Gelände einer Villa urbana oder Villa rustica errichtet wurde.
Der Ort im Bistum Châlons trug zunächst die gallo-römische Bezeichnung Puteolus (kleine Quelle). Der ist die gallische Bezeichnung für Eiche; aus monasterium in Dervo wurde später Montier-en-Der.
Das 8. Jahrhundert war auch hier ein Höhepunkt mönchischer Gemeinschaft. Als der Name der Abtei im 9. Jahrhundert wieder auftaucht war sie karolingisches Krongut. Ludwig der Fromme übereignete sie dem Bischof von Reims. Sie wurde bis zu ihrer klösterlichen Erneuerung 827, veranlasst durch Bischof Ebo von Reims und Ludwig den Frommen, durch Chorherren betreut. In diesem Jahr wandelte Ebo die Abtei Montier-en-Der im Sinne der von Benedikt von Aniane begonnenen Reform aus einem Stift von Kanonikern wieder zu einem Benediktinerkloster um.
Im 10. Jahrhundert, zur Zeit der Normanneneinfälle, flüchteten die Mönche nach Süden. Erzbischof Barnoin von Vienne stellte ihnen das Kloster Saint-Chef zur Verfügung. Päpstliche und königliche Privilegien sollten die Gemeinschaft dort zum Bleiben bewegen. Im frühen 10. Jahrhundert wurde Montier-en-Der von einer Mönchs- oder Klerikergemeinschaft bewohnt, über deren haltlosen, unsittlichen Lebenswandel der Chronist Klage führt. Bischof Gauzlin von Toul ließ das Kloster 935 von Saint-Évre aus reformieren. Mit Akzeptierung der Klosterreform von Gorze wurden in Montier-en-Der wieder Mönche angesiedelt. Die Gorzer Reform stand im starken Gegensatz zur Cluniazensischen Reform und plädierte u. a. für ein Reichsmönchtum unter weltlicher Herrschaft. Einige Jahre später wurde das Kloster wiederum cluniazensisch reformiert.
Zum Ende des 10. Jahrhunderts wurden die primitiven Gebäude ersetzt. Abt Adso (960-92) ließ das ruinierte Kirchengebäude in Stein errichten; es wurde 998 eingeweiht. Unter dem berühmten Abt Adso von Montier-en-Der erlebte das Kloster gegen Ende des 10. Jahrhunderts seine geistige und kulturelle Blüte. Das Kloster gehörte im Mittelalter zur Diözese Chalons-sur-Marne. Zur Zeit der Reform war die Abtei Eigenkloster des Bischofs von Toul. Die Erzbischöfe von Reims erhoben jedoch gleichzeitig Besitzansprüche, die noch aus der Zeit Ludwigs des Frommen stammten. Auf der Synode von Reims 1047 erkannte Papst Leo IX., der ehemalige Bischof Bruno von Toul, die älteren Rechte von Reims an. Der Mönch Wandelger wird 1050 durch Papst Leo IX. als Abt Bruno (gestorben um 1085) bestätigt. Er versuchte das Leben des heiligen Bercharius in der Schilderung Adsos zu vervollständigen.
Die Urkunden- und Quellensammlung von Montier-en-Der aus den 1120er Jahren, dem Höhepunkt von Einfluss und Reichtum des Klosters, stellt für die Erforschung der mittelalterlichen Geschichte des Westfrankenreichs die grundlegende Quelle dar. Unter den echten Urkunden befinden sich auch Fälschungen, welche aber ihrerseits gleichfalls Auskunft über die Absichten ihrer Verfasser geben. In der Mitte des 12. Jahrhunderts wurden in Montier-en-Der alle Urkunden in einem Chartular zusammengefasst, das im Original erhalten ist. Mehr als 160 Urkunden aller Art (päpstliche und königliche Privilegien, Besitzbestätigungen, Schenkungs- und Tauschurkunden) sind aus der Geschichte des Klosters erhalten. Zur Datierung dieser Handschrift können zwei der letzten Urkunden herangezogen werden, die beide die Jahreszahl 1127 im Datum benennen. Frühere, nachgetragene Verbrüderungsverträge sind aus der Zeit der Äbte Theobaldus (1140–1150) und Johannes (l 166–1174). Die erste aufgenommene, nachgetragene Papsturkunde datiert aus dem Abbatiat des Galterius, der zwischen den beiden oben genannten Äbten im Amt war. Dieser Urkundenteil muss also in der Zeit zwischen 1127 und 1150 entstanden sein, zur Zeit der Äbte Wilhelm oder Theobald. Die größte Anzahl der Urkunden stammt aus dem 11. und 12. Jahrhundert; ca. 100 sind unter den Abbatiaten von Bruno und Rogerius entstanden. Nur einige wenige stammen aus der Merowinger- und Karolingerzeit. Das Kernstück des Chartulars ist jedoch ein Polyptychon, das aus dem 9. Jahrhundert datiert. Die Urkunden enthalten Informationen zu Päpsten, Königen und Grafschaften, zu grundherrschaftlichen Strukturen, den Verpflichtungen von Landarbeitern und Pächtern und Reformbestrebungen des Mönchtums.
Während der Hugenottenkriege beaufsichtigte Montier-en-Der zwölf Priorate und die Abtei bildete das Rückgrat in der Strategie von Charles de Lorraine-Guise, der die Herrschaft über einundzwanzig Dörfer der nahen Umgebung ausübte.
Die Klostergebäude wurden nach ihrer Zerstörung durch einen Brand (1735) im Jahr 1775 neu errichtet.
Die sterblichen Reste des heiligen Bercharius wurden nach mehreren Erhebungen zuletzt nach Montier-en-Der gebracht, wo man sie bis zur Aufhebung der Klöster in Frankreich am Ende des 18. Jahrh. aufbewahrte, heute sind sie verschollen.
Die Abtei wurde während der Französischen Revolution (bereits 1790) säkularisiert. 1806 beschloss Napoleon auf dem Gelände des ehemaligen Klosters das Nationalgestüt (Le Haras National) für Hengste einzurichten, um hochwertigere Pferde für den Einsatz in der Kavallerie zu züchten (Umsetzung ab 1811). Die aktuellen Gebäude stammen aus dem 19. Jh. und wurden im Zweiten Reich für modernere Funktionen umgebaut. Das Nationalgestüt von Montier-en-Der widmet sich der Ausbildung und Erholung des Pferdes, der Durchführung von Veranstaltungen und der touristischen Unterhaltung (touristischen Animationen und Reitdarbietungen).
In der Nacht vom 14. zum 15. Juni 1940, während des Zweiten Weltkriegs, erlitt Montier-en-Der die größte Zerstörung seiner Geschichte: die ehemalige Abteikirche wurde schwer getroffen, der Kirchturm fast völlig zerstört und das Schiff brannte ganz aus. Dieses Schiff ist noch Teil der Ursprungskirche, die vor dem Jahr 1000 erbaut worden war. Das streng romanische Kirchenschiff kontrastiert mit dem gotischen Chor, der von Glasfenstern aus dem 16. Jahrhundert illuminiert wird. Der gotische Chor stammt aus dem 12. und 13. Jahrhundert. Das dunkle und strenge Langhaus ist 36 m lang, acht große, schmucklose Rundbogenarkaden ruhen auf recht niedrigen rechteckigen Pfeilern, mit einfachen rechteckigen Kapitellen im Erdgeschoß. Im ersten Stock der Langhauswand befinden sich Arkadenreihen aus Bögen, die jeweils von einer Säule geteilt werden. Die hohen Arkaden sind von gekuppelten Säulen unterstützt und mit Würfelkapitellen verziert. Der hölzerne Dachstuhl ist eine Kopie des Originals aus dem 16. Jahrhundert. Das Langhaus ist mit einer einfachen, naturbelassenen hölzernen Tonne überwölbt.
Der Chor aus dem Anfang des 13. Jahrhunderts wird als Werk der Gotik-Schule der Champagne zugeordnet und ist ein seltenes Exemplar dieser Architektur auf 4 Ebenen: im reinsten frühgotischen Stil der Champagne gestaltet, beeindruckt er durch die viergeschossige Staffelung. Unten ruhen Spitzbogenarkaden auf Doppelsäulen mit Maskenschmuck, darüber eine Empore mit Arkaden und eingebundenen Zwillingsbögen über denen sich kleine Rundfenster befinden. Über dieser Empore erhebt sich ein echtes Triforium mit Kleeblattbögen. Den Abschluss bilden paarweise gruppierte, durch Säulen begrenzte Obergadenfenster. Wie häufig in der Champagne ist der Chorumgang durch Säulen vom Kapellenkranz getrennt. Die sehr tiefe Chorscheitelkapelle überspannt ein gotisches fünfstrahliges Gewölbe. Die Fenster beinhalten Glasmalereien aus dem 19. Jahrhundert, diese sind im Stil des 13. Jahrhunderts gehalten.

## Elfenbeindiptychon

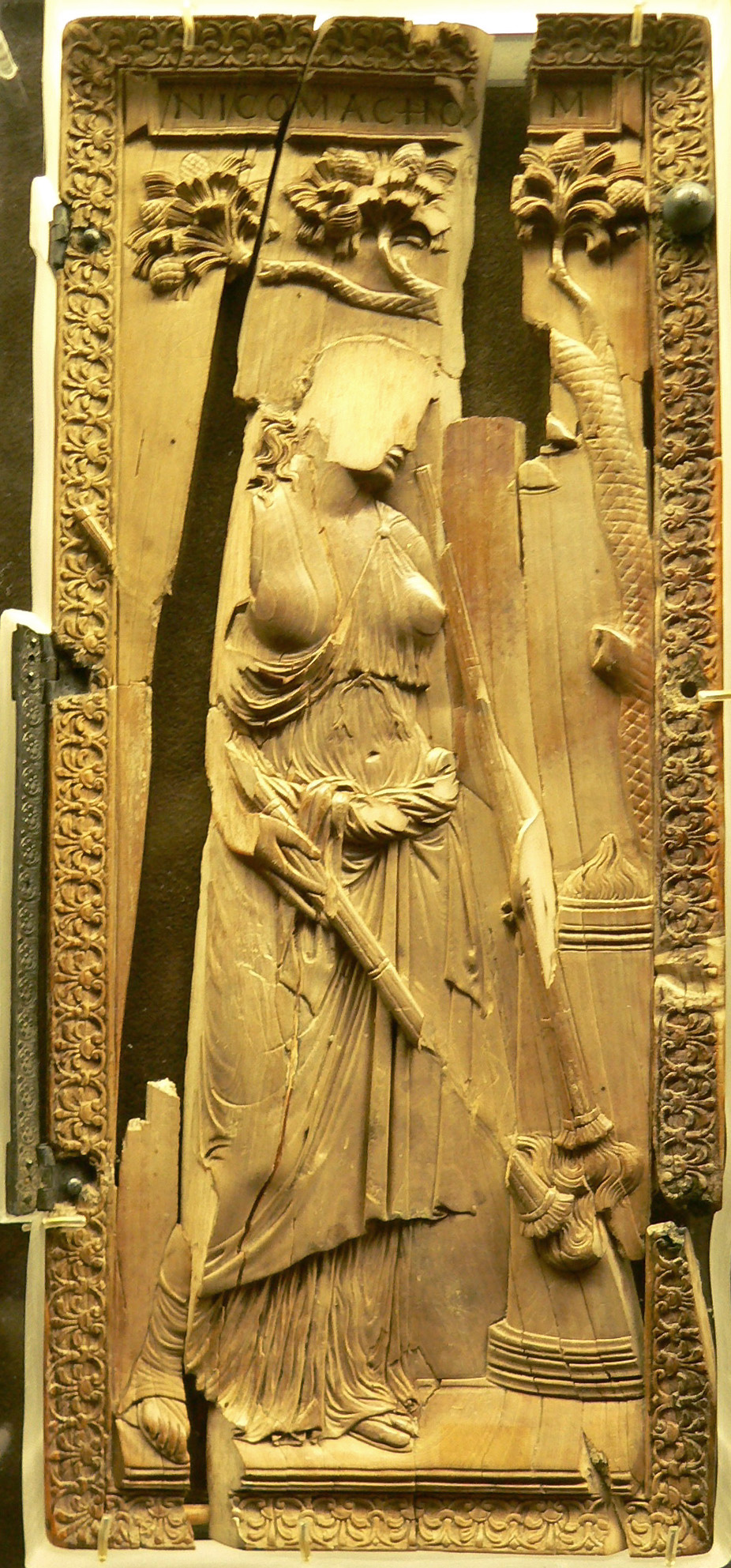
Elfenbeinrelief aus dem Musée de Cluny, im klassischen Stil um 400. Die Darstellungen wurden entstellt, in einem Brunnen in Montier-en-Der gefunden. Das Diptychon ist nach den Inschriften „Nicomachorum“ und „Symmachorum“ benannt, die sich auf zwei bedeutende Familien des römischen Senats beziehen.

Mehrere Flügel eines Elfenbeindiptychons (Höhe: 29,9 cm) wurden, Das Panel Symmachorum wurde im 7. Jahrhundert als Teil eines Schreines des Bercharius in einem Kloster in Montier-en-Der benutzt. Er befindet sich nun im Victoria and Albert Museum in London. Inv. Nr. 212–1865. Auf der Tafel befinde sich die Inschrift Symmachorum. Attribute sind Eiche und Altar, die zum Jupiterkult gehören.
Das Panel Nicomachorum befindet sich heute im Musée national du Moyen Âge in Paris. Auf der Tafel befindet sich die Inschrift Nicomachorum. Die Frau stellt eine Priesterin der Ceres dar. Der hoch aufgeschürzte Chiton lässt ihre rechte Brust frei. Ihre Attribute sind Pinie, Zimbeln und der runde Altar, die zum Kybelekult gehören.
Die Dyptichen wurden Quintus Aurelius Symmachus (einem nichtchristlichen Senator, Konsul und Stadtpräfekt im spätantiken Rom, der als der bedeutendste lateinische Redner seiner Zeit galt) und Virius Nicomachus Flavianus (einem spätantiken römischen Schriftsteller, Politiker und Freund des Symmachus) gewidmet.